# 涅列赫塔
57°27′N 40°35′E / 57.450°N 40.583°E
涅列赫塔 （俄语：Не́рехта）是俄羅斯科斯特羅馬州西南部的一個城市，距科斯特羅馬西南46公里。2002年人口26,002人。
1778年設市。